# Martijn Balster
Martinus Johannes Hermanus (Martijn) Balster (Zwolle, 3 februari 1981) is een Nederlands bestuurskundige, ambtenaar, politicus en bestuurder. Hij is lid van de PvdA.

## Jeugd en opleiding
Balster is geboren in Zwolle en getogen in Wijhe. Hij ging van 1993 tot 1999 naar het Geert Groote College in Deventer. Hij studeerde van 1999 tot 2003 bestuurskunde en overheidsmanagement aan de Saxion Hogeschool in Enschede en rondde daarna van 2003 tot 2007 een master bestuurskunde met als specialisatie public governance af aan de Universiteit Twente.

## Ambtelijke loopbaan
Hij was onder andere werkzaam voor de PvdA-Tweede Kamerfractie, de voorzitter van de Tweede Kamer en het ministerie van Justitie en Veiligheid. Van 2011 tot 2019 was hij werkzaam voor het onderzoeksbureau van de Tweede Kamer, onder meer in de functie van onderzoekscoördinator voor het parlementair onderzoek Huizenprijzen (2013) en Digitale Toekomst (2019).

## Politieke loopbaan
Balster was namens de PvdA van 2014 tot 2019 gemeenteraadslid van Den Haag en fractievoorzitter. Hij was lijsttrekker bij de gemeenteraadsverkiezingen van 2018. Hij was woordvoerder op het terrein van zorg, jeugd, veiligheid en bestuur; later wonen, ruimtelijke ordening, financiën en economie. Van 19 december 2019 tot 27 maart 2025 was hij er wethouder. Tot 27 september 2022 had hij in zijn portefeuille Wonen, Wijken en Welzijn, stadsdeel Escamp en was hij de 5e locoburgemeester. Vanaf 27 september 2022 was dat Volkshuisvesting, Welzijn, Wijken, Zuidwest en stadsdeel Escamp.

## Privéleven
Balster trouwde en kreeg drie zoons. In zijn vrije tijd loopt hij graag hard.